# Фінал кубка Англії з футболу 1953
Фінал кубка Англії з футболу 1953 — 72-й фінал найстарішого футбольного кубка у світі. Матч відбувся 2 травня 1953 року на стадіоні «Вемблі», де зустрілися «Блекпул» та «Болтон Вондерерз». Перемогу з рахунком 4:3 святкував «Блекпул». 
В сезоні 1952-53 «Блекпул» та «Болтон» невдало виступили в чемпіонаті. «Мандаринові» мали непогані шанси поборотися за чемпіонство, проте в другій половині сезону зосередилися на Кубку і фінішували на сьомому місці]. «Болтон» опинився на 14 місці.

## Шлях до фіналу
| Раунд       | Суперник         | Рахунок |
| ----------- | ---------------- | ------- |
| 3-й         | Шеффілд Венсдей  | 2-1     |
| 4-й         | Гаддерсфілд Таун | 1-0     |
| 5-й         | Саутгемптон      | 1-1 2-1 |
| Чвертьфінал | Арсенал          | 2-1     |
| Півфінал    | Тоттенгем        | 2-1     |

| Раунд       | Суперник     | Рахунок     |
| ----------- | ------------ | ----------- |
| 3-й         | Фулгем       | 4-1         |
| 4-й         | Ноттс Каунті | 1-1 2-2 1-0 |
| 5-й         | Лутон Таун   | 1-0         |
| Чвертьфінал | Гейтсхед     | 1-0         |
| Півфінал    | Евертон      | 4-3         |

## Перебіг матчу
Вже в першій атаці Лофтгаус відправив м'яч у сітку воріт суперника. В середині тайму той же Лофтгаус влучив в штангу «Блекпула». На 35-й хвилині Мортенсен зрівняв рахунок. Проте незабаром лівий крайній «Болтона» Ленгтон навісив у штрафну, і Джордж Фарм не зміг зупинити м'яч, який врешті опинився у сітці воріт. На 55-й хвилині матчу після подачі Голдена з правого флангу травмований ще у першому таймі Ерік Белл ударом головою збільшив рахунок. «Мандаринові» свій гол забили після ривка і подачі Метьюза, коли після помилки голкіпера забив Стен Мортенсен. Наприкінці матчу той самий Мортенсен вколотив м'яча у ближній верхній кут воріт «Болтона». Переможний гол на 92-й хвилині матчу забив Мортенсен після подачі все того ж Метьюза.

## Матч
| 2 травня 1953 |

| Блекпул                             | 4 – 3    | Болтон Вондерерз              |
| ----------------------------------- | -------- | ----------------------------- |
| Мортенсен 35', 68', 89' Перрі 90+2' | Протокол | Лофтгаус 2' Мойр 39' Белл 55' |

| Вемблі (Лондон) Глядачів: 100 000 Арбітр: Сенді Гріффітс (Ньюпорт) |

| Блекпул | Болтон |

|          | 1  | Джордж Фарм    |
|          | 2  | Едді Шаймвелл  |
|          | 3  | Томмі Гарретт  |
|          | 4  | Еван Фентон    |
|          | 5  | Гаррі Джонстон |
|          | 6  | Сиріл Робінсон |
|          | 7  | Стенлі Метьюз  |
|          | 8  | Ерні Тейлор    |
|          | 9  | Стен Мортенсен |
|          | 10 | Джекі М'юді    |
|          | 11 | Білл Перрі     |
| Тренер:  |    |                |
| Джо Сміт |    |                |

|              |    |                  |  |
|              |    |                  |  |
|              | 1  | Стен Хенсон      |  |
|              | 2  | Джон Болл        |  |
|              | 3  | Ральф Бенкс      |  |
|              | 4  | Джонні Вілер     |  |
|              | 5  | Малкольм Баррасс |  |
|              | 6  | Ерік Белл        |  |
|              | 7  | Дуг Голден       |  |
|              | 8  | Віллі Мойр       |  |
|              | 9  | Нет Лофтгаус     |  |
|              | 10 | Гарольд Гесселл  |  |
|              | 11 | Боббі Ленгтон    |  |
| Тренер:      |    |                  |  |
| Білл Ріддінг |    |                  |  |